# El Refugio, General Simón Bolívar
El Refugio är en ort i Mexiko.   Den ligger i kommunen General Simón Bolívar och delstaten Durango, i den centrala delen av landet, 700 km nordväst om huvudstaden Mexico City. El Refugio ligger 1 443 meter över havet och antalet invånare är 238.
Terrängen runt El Refugio är platt, och sluttar norrut. Runt El Refugio är det mycket glesbefolkat, med 4 invånare per kvadratkilometer. Närmaste större samhälle är José Trinidad García de la Cadena, 0,75 km öster om El Refugio. Omgivningarna runt El Refugio är i huvudsak ett öppet busklandskap.